# 締結.jp
締結.JPとは、大阪市西区に本社を置くボルト・ナット類（締結部品）の専門商社である池田金属工業株式会社が運営する、主に機械製造・機械設計者向けのウェブサイトである。

## 概略
- 2013年 3月29日 - サービス提供開始
- 2013年 6月10日 - リニューアルを行い、部品検索機能の大幅強化が図られた。

## 特徴
こういった企業サイトの特徴として、自社製品の紹介や通信販売を行なう事が多いが、締結.JPはそこに主眼を置かず、機械製造・設計・開発者が困っている事・改善したい事をウェブ上から問い合わせ、それに対してスタッフが回答を行なう、
という所である。設計・開発者が探しているボルト・ナットなどは、そもそも呼び名が不明な物も多く、ねじ業界においても名称が統一されていない。そのため締結JPにおいては、画像での検索・頭形状など様々な角度からの部品検索が可能である。